# Marie Lachapelle
Marie Lachapelle (Marie-Louise Lachapelle) (Párizs, 1769. január 1. – 1821. október 4.) francia nőgyógyász.

## Életpályája
Édesanyja a Hôtel-Dieu nevű kórház „Madame Duges” néven ismert szülésznője, édesapja Louis Dugès, tisztorvos.
Marie édesanyjától már lánykorában tanulja a szülésznői szakmát, aztán Heidelbergben Franz Naegele professzor hallgatójaként nőgyógyászatot. Visszatérve Párizsba megbízták a Hospice de la Maternité megszervezésével, ahol új módszereket vezetett be a bábaképzésben. Több ezer szülést vezetett le, az általa kidolgozott módszerekkel megkönnyítette a vajúdást, új helyreállító műtéti technikát fejlesztett ki.
Tapasztalatait Pratique des Accouchements, ou Mémoires et Observations choisies, sur les points les plus importans de l'Art; Par Mme. Lachapelle, sage-femme en chef de la maison d'Accouchement de Paris (Szülészeti eljárások, avagy Madam Lachapelle, a párizsi szülőotthon bábájának és vezetőjének emlékei és tapasztalatai szakmája legfontosabb részleteiről) címmel jegyezte fel; ezeket unokaöccse 1821–1825 között három kötetben tette közzé.
1792-ben ment hozzá egy Lachapelle nevű sebészhez; egy lányuk született.

### Könyvek
- Gelbart, Nina Rattner: The King's Midwife: A History and Mystery of Madame du Coudray, University of California Press, 1998.
- Ogilvie, Marilyn Bailey: Women in Science: Antiquity Through the Nineteenth Century: A Biographical Dictionary With Annotated Bibliography, MIT Press, 1986.
- Hurd-Mead, Kate Campbell: Women in Medicine: From the Earliest Times to the Beginning of the Nineteenth Century, Haddam Press, 1938.